# Agression sexuelle
Ne doit pas être confondu avec une violence sexuelle.
 Mise en garde médicale
Une agression sexuelle désigne tout acte de nature sexuelle non consenti, qui implique de toucher les parties intimes du corps humain sans l'acquiescement explicite de la victime.

## Présentation
Dans certains pays, la législation indique que l'agression doit être imposée par une contrainte physique ou psychologique pour être considérée comme un crime[réf. nécessaire]. Cependant, il reste difficile de s'en protéger et défendre, surtout quand l'agresseur use d'emprise et pouvoir.[réf. nécessaire]
L'agression sexuelle par contrainte est légiférée dans la plupart des pays et généralement considérée comme un crime. Cela n'est pas le cas notamment au Canada où la contrainte n'est pas un critère pour caractériser l'acte d'agression sexuelle.
Certaines juridictions traitent de façon distincte l'agression impliquant une pénétration, spécifiquement désignée comme un viol et constituant un crime sexuel.

## Méthodes d'agression sexuelle
Il y a différentes méthodes possibles d'agression sexuelle.

### Utilisation de la force brute
Cela consiste à dominer la victime par une supériorité physique. Ses variantes incluent l'utilisation de la violence et de l'intimidation.

### Manipulation mentale
Certaines victimes peuvent avoir subi une manipulation mentale qui les a soumises à une agression sexuelle. Ces méthodes présentent l'avantage pour les agresseurs de réduire le risque de plainte judiciaire des victimes. Ces manipulations provoquent et laissent un sentiment de culpabilité chez certaines victimes, bien qu'elles n'aient rien à se reprocher.
Certaines agressions sexuelles peuvent être commises sous couvert de médecine, par exemple en réalisant des examens génitaux ou mammaires sans le consentement du patient, par abus d'autorité, abus de confiance, abus de faiblesse ou par surprise, ou encore lorsque l'examen médical librement consenti est détourné par son auteur de son objectif médical dans un but sexuel. En France, la loi du 4 mars 2002 précise qu'« aucun acte médical ni aucun traitement ne peut être pratiqué sans le consentement libre et éclairé de la personne et ce consentement peut être retiré à tout moment ». Des lois antérieures à celle du 4 mars 2002 devaient elles aussi probablement donner des droits similaires[évasif].

### Violences sexuelles avec drogues
Certaines drogues et médicaments, appelés « drogue du viol », sont parfois utilisés pour commettre des agressions sexuelles, par exemple pour endormir la victime, provoquer une amnésie ou supprimer la volonté. Ces drogues et médicaments incluent notamment le GHB, le GBL (se transformant en GHB une fois dans l'organisme), le Rohypnol, et différents somnifères.
Ces drogues sont généralement diluées dans de l'alcool ou des boissons sucrées. Le mélange avec l'alcool peut empêcher la victime d'avoir des soupçons après son réveil, car un sommeil ou une amnésie peuvent passer pour un effet de l'alcool.
L'alcool est en outre un désinhibiteur qui peut d'une part faciliter le passage à l'acte chez l'agresseur et d'autre part diminuer les moyens de défense chez l'agressé.

## Statistiques

### Au Québec
Au Québec, une femme sur trois subirait une agression sexuelle au cours de sa vie. Alors qu’un homme sur 6 subirait une agression sexuelle au cours de la sienne. En 2019, le nombre d’agressions sexuelles dénoncé était de 5 722. Le sexe de la victime et de l’agresseur n’était pas précisé. 1 518 agressions ont été dénoncées de plus qu’en 2010. Il y a donc une augmentation dans le nombre de victimes d’agressions sexuelles, ou alors, celles-ci osent dénoncer de plus en plus aux autorités policières. Cependant, on estime que moins de 10 % des agressions sexuelles vécues par des adultes sont dénoncées et enregistrées par les services de la sécurité.
Le gouvernement du Québec a subventionné plusieurs comités d’experts afin qu’ils puissent tirer des pistes de solutions pour encourager les victimes d’agressions sexuelles à dénoncer les injustices à leur égard,.
En 2020, un rapport, nommé Rebâtir la confiance, enquêtait sur l’accompagnement des victimes d’agressions sexuelles et de la violence conjugale a été déposé. Celui-ci a été endossé par plusieurs figures de la politique du Québec, dont Isabelle Charest, ministre déléguée à l’Éducation et ministre de la Condition féminine. Il dresse une liste de 190 recommandations qui seraient utiles aux victimes d’agressions sexuelles et de violences conjugales[réf. souhaitée].
Les recommandations couvrent entre autres la facilitation de l’accès au système judiciaire. Cela peut se faire avec la mise en place de traducteurs disponibles, lorsque la victime ne peut s’exprimer en français. Une autre solution serait de faciliter les liens entre les ressources psychologiques, judiciaires et médicales.
Elles suggèrent d’apporter une humanisation au système judiciaire. Entre autres, en apportant un meilleur soutien à la victime. Celle-ci est fragile émotionnellement, le climat glacial des tribunaux peut être une source de stress qui n’aiderait pas la victime à bien livrer son témoignage.
Finalement, pour bien répondre à tous les besoins des victimes de violences conjugales et d’agression sexuelle, le rapport offre l’idée de créer un tribunal spécialisé en cette matière. En effet, une spécialisation des employés entourant et supportant la victime serait nettement bénéfique pour elle. Il y aurait moins de préjugés à leur égard et le service offert serait de meilleure qualité.[réf. souhaitée]

### En France

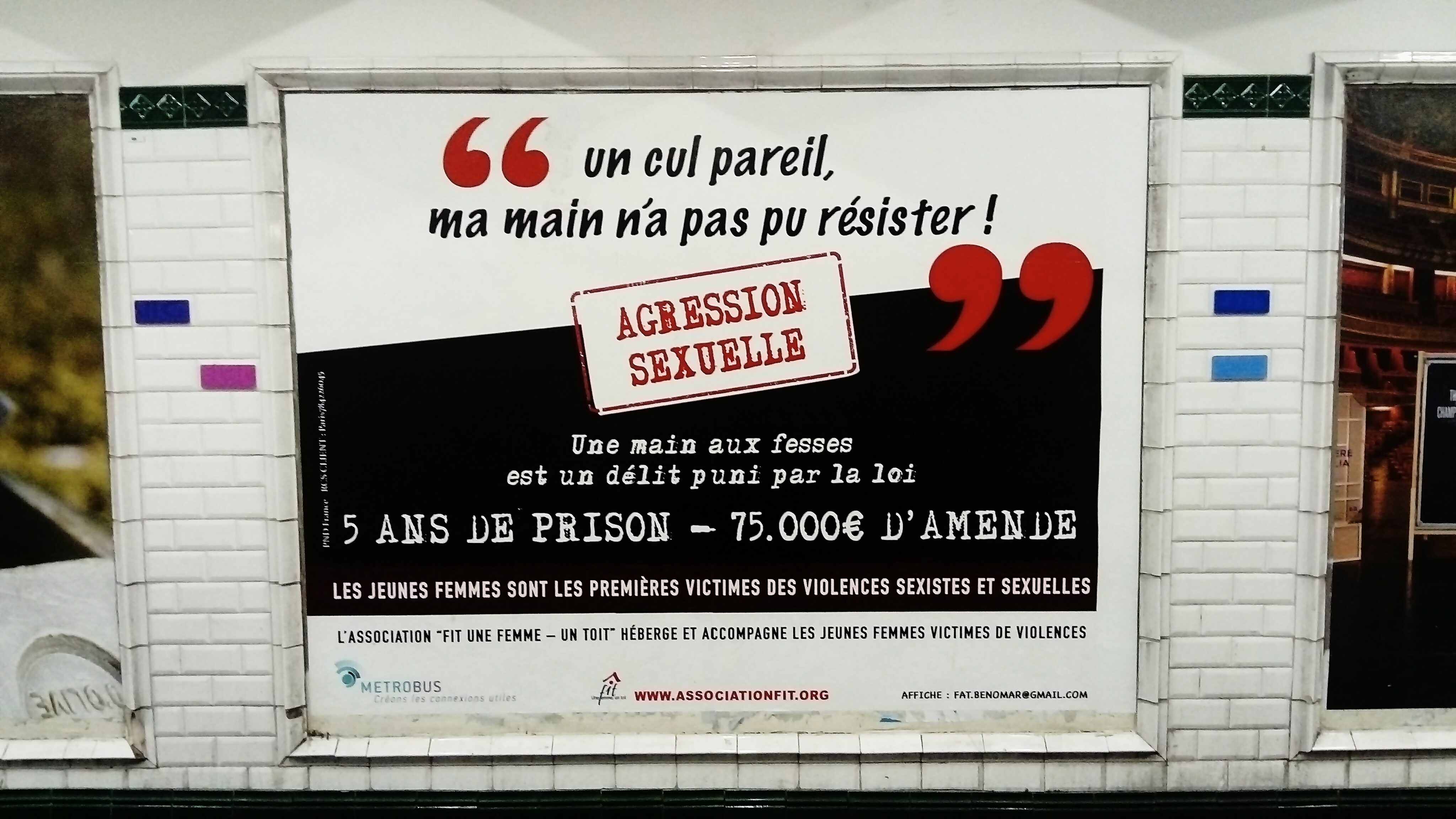
Affiche de prévention contre les agressions sexuelles dans le métro parisien, novembre 2017.

En 2016, les premiers résultats de l'enquête Virage montrent que près de 580 000 femmes et 197 000 hommes de 20 à 69 ans sont victimes de violences sexuelles chaque année en France (y compris viols et tentatives de viol, mais hors harcèlement sexuel et exhibitionnisme). Une femme sur sept (14,5 %) et un homme sur vingt-cinq (3,9 %) déclarent avoir vécu au moins une forme d’agression sexuelle au cours de leur vie (hors harcèlement et exhibitionnisme). Cette enquête précise le contexte (famille, études, couple, travail, espace public) et l'âge où se produisent les agressions,. La majorité des violences se produisent dans l'enfance ou l'adolescence.
L’enquête de victimation réalisée dans la région Île-de-France depuis 2001 montre une stabilité globale (autour de 0,8 % des personnes interrogées déclarent avoir été victimes d’une agression sexuelle au cours des trois années précédant l’enquête), avec toutefois une augmentation inédite en 2017 dans le contexte de l'affaire Weinstein et du mouvement MeToo, qui ont favorisé une libération de la parole. La majorité des victimes connaissait l'auteur de l'agression. Concernant les agressions hors ménage, les victimes sont plus souvent jeunes et assez pauvres.

### Union européenne
Les statistiques européennes d'Eurostat utilisent la classification internationale ICCS qui considère séparément l'agression sexuelle (code ICCS 03012) et le viol (code ICCS 03011) (à la différence du droit français).
Pour des raisons techniques, il est temporairement impossible d'afficher le graphique qui aurait dû être présenté ici.

## Droit par pays

### Droit français
En droit français, « constitue une agression sexuelle toute atteinte sexuelle commise avec violence, contrainte, menace ou surprise ».
Le Code pénal distingue :
- le « viol », crime caractérisé par un acte de pénétration sexuelle (et en tant que tel jugé par la cour d'assises), objet du paragraphe premier de la section III du Code pénal ;
- et les « autres agressions sexuelles », objets du second paragraphe et qui sont les faits d'agression sexuelle stricto sensu, délit jugé par le tribunal correctionnel.

### Droit canadien
En droit pénal canadien, l'agression sexuelle est une infraction criminelle en vertu des articles articles 271 à 273 du Code criminel. La loi pénale distingue entre agression sexuelle, agression sexuelle grave et agression sexuelle armée. L'arrêt R. c. Ewanchuk, est l'arrêt de principe de la Cour suprême sur la règle de consentement en ce qui concerne l'agression sexuelle.

### Droit japonais
Au Japon, les femmes sont particulièrement victimes des Chikan, terme utilisé fréquemment au Japon pour désigner les auteurs d'attouchements sur les femmes et les jeunes filles dans les transports en commun.
Concernant la législation, la loi de 1907 relative aux délits sexuels était restée inchangée jusqu’en 2017.
Le Parlement l’a réformée, au lieu de trois ans de prison les agresseurs encourent désormais cinq ans. La définition du viol a été élargie. En outre les autorités pourront lancer des enquêtes sans dépôt de plainte au préalable.
En 2023, notamment à la suite des manifestations Flower Demo, la loi a été une nouvelle fois amendée, intégrant le consentement et criminalisant les photos et vidéos prises aux dépens des victimes. Le délai de prescription dans ces affaires est également étendu à 15 ans, contre 10 auparavant, et commence à 18 ans pour les victimes mineures au moment des faits.

## Galerie

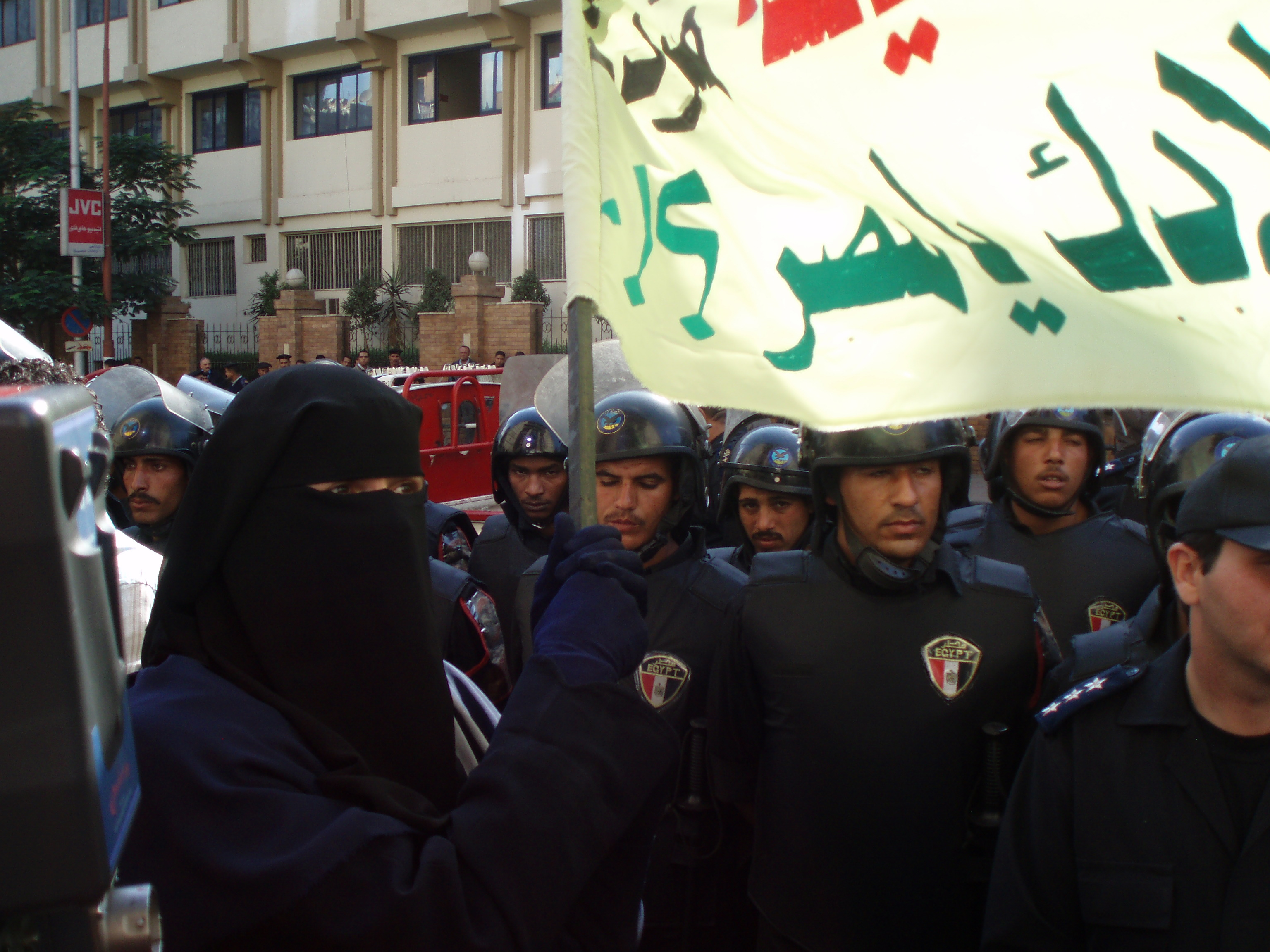
Porte-drapeau en niqab lors d'une manifestation pour protester contre les agressions sexuelles massives contre les femmes pendant l'Aïd au Caire (2006)
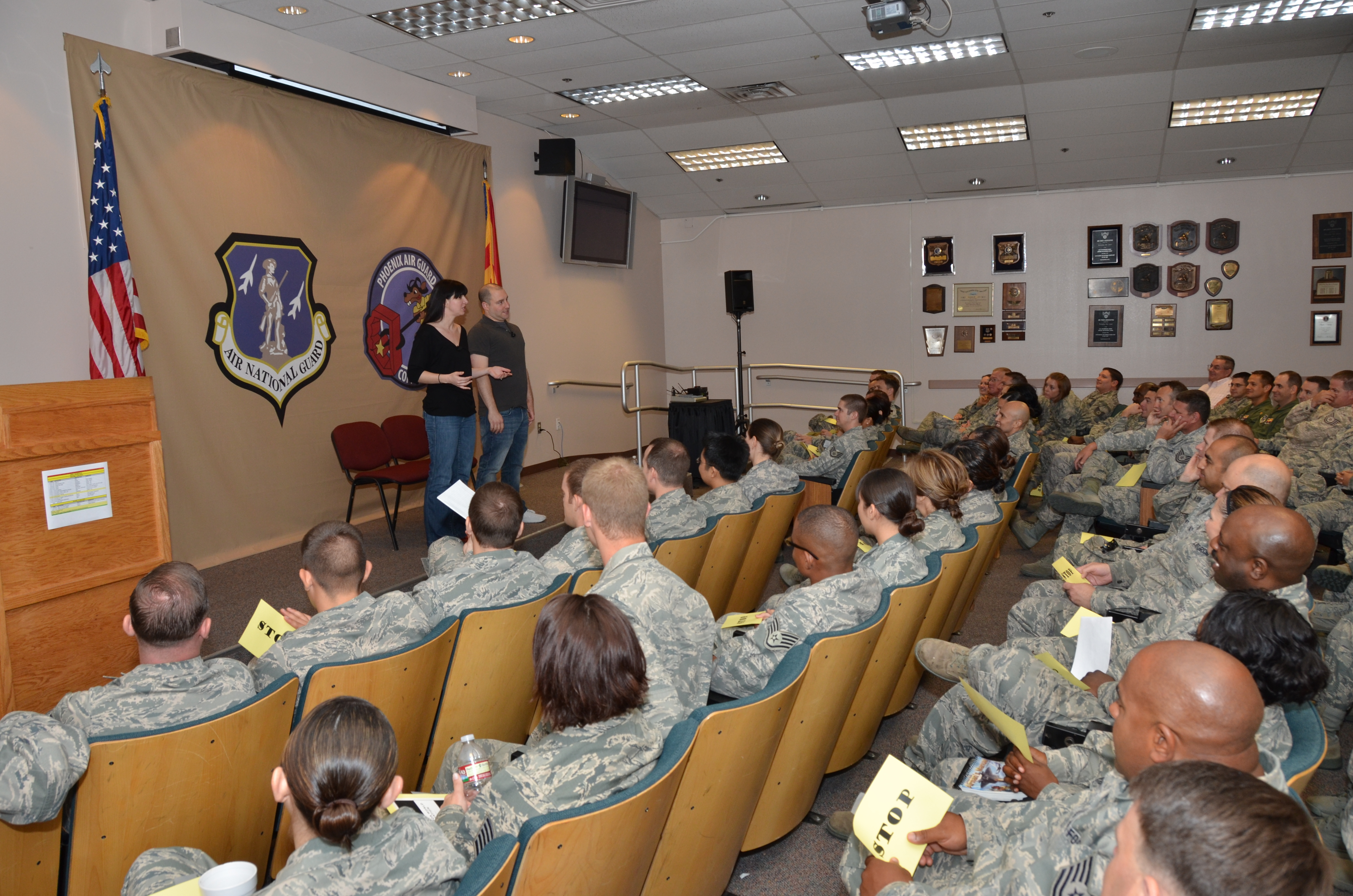
Lindsey Pearlman lors d'un spectacle humoristique d'improvisation à deux pour sensibiliser à la violence relationnelle et à l'agression sexuelle devant les aviateurs de la 161e escadre de ravitaillement en vol, à Phoenix (2013)
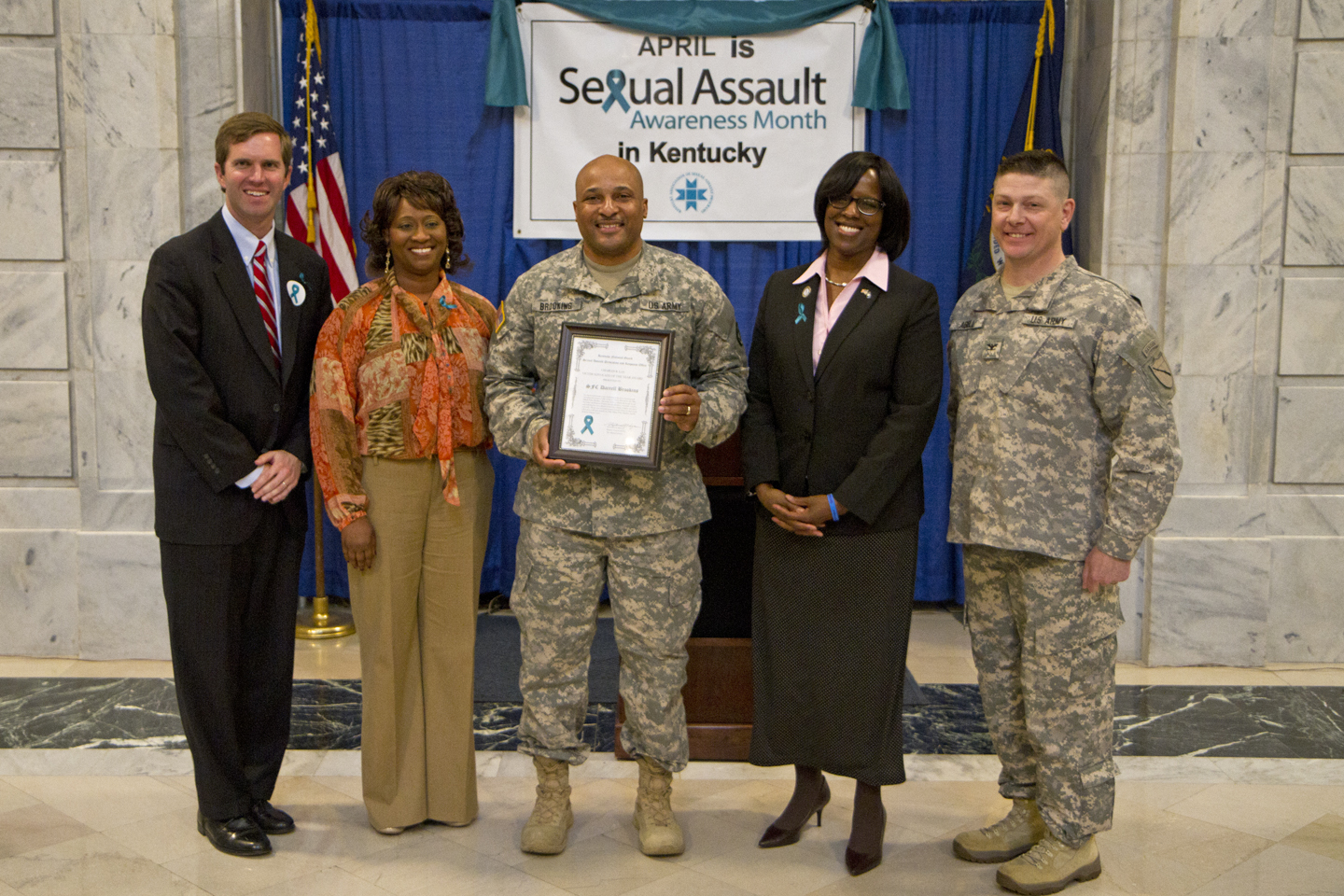
Prix du Mois de la sensibilisation aux agressions sexuelles au Kentucky (mars 2016)
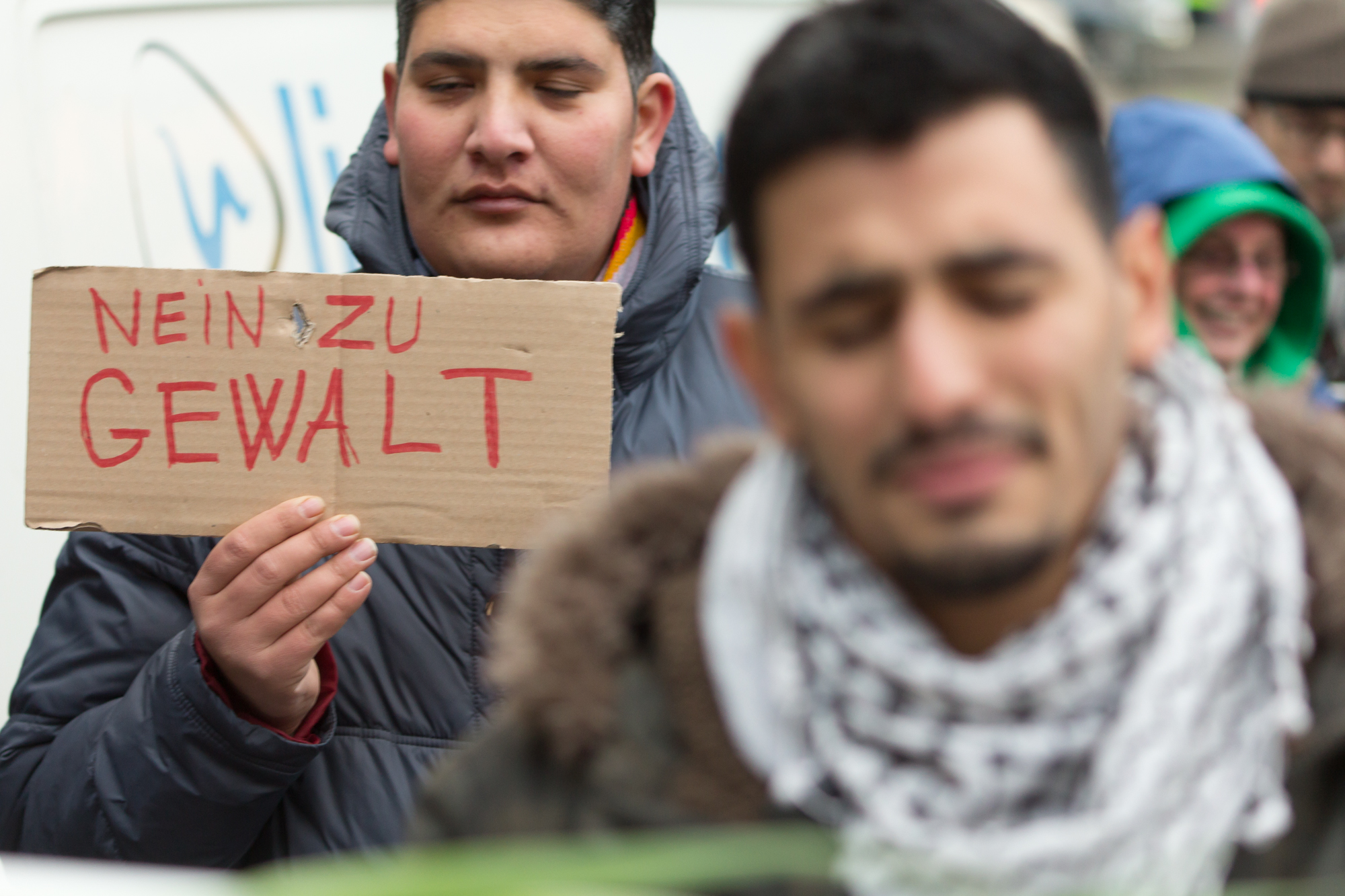
Apparition d'Aeham Ahmad au rassemblement « Syriens contre le sexisme », devant la gare de Cologne, à la suite des agressions sexuelles du Nouvel An à la gare centrale de Cologne (janvier 2016).
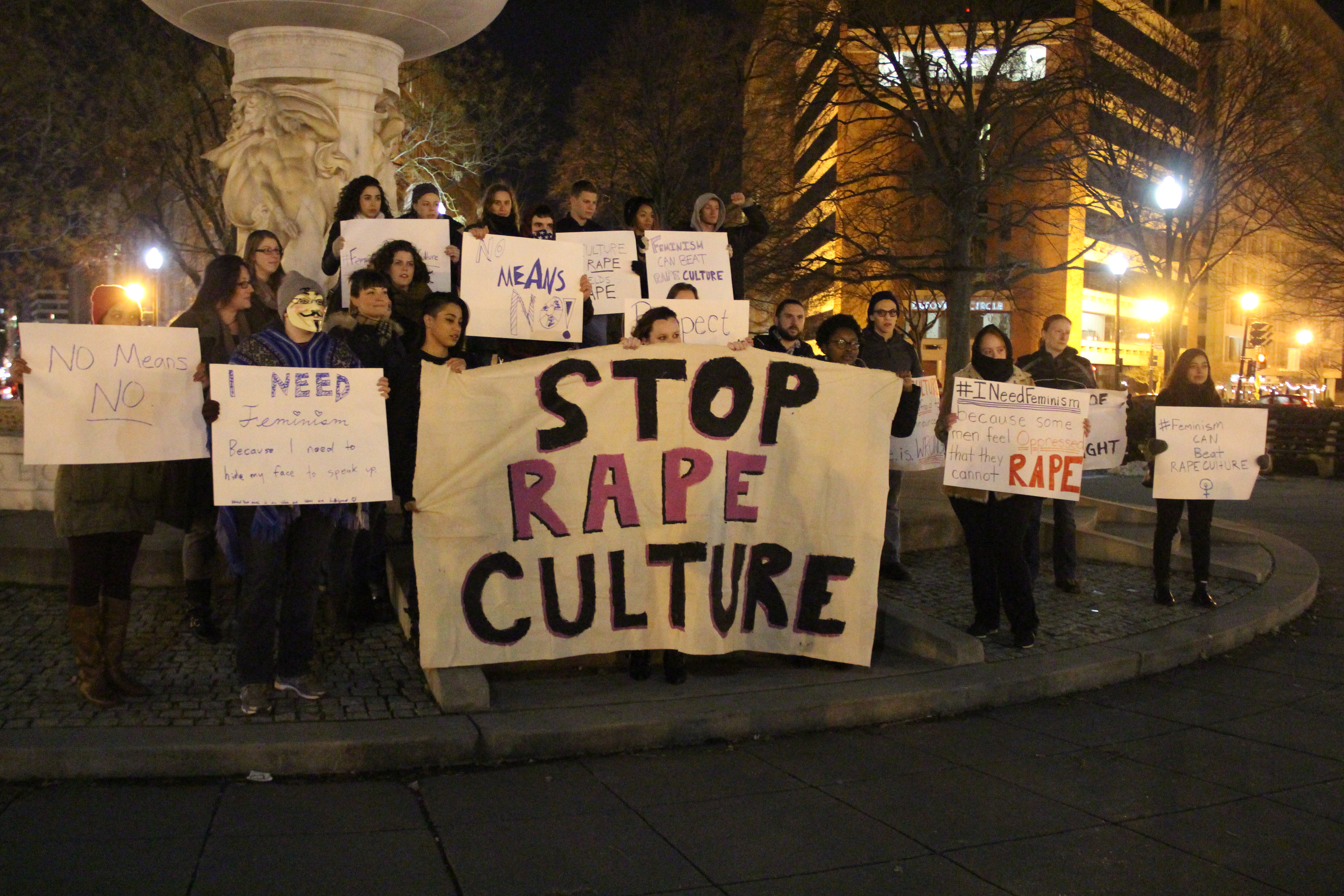
Manifestation contre les agressions sexuelles (culture du viol) à Washington (2016)